# Solberga (Stockholm)
Solberga est un quartier du district Hägersten-Älvsjö à Stockholm en Suède,.

## Description
Sa superficie est de 1,85 kilomètres carrés. Solberga se caractérise particulièrement par la présence de trois centres différents : Kristalltorget, Klacktorget et la gare d'Älvsjö. Les trois centres sont reliés entre eux par Folkparksvägen et Götalandsvägen.
Une grande partie de Solberga est située sur un terrain que la ville de Stockholm a acheté dans les années 1930, entre autres au manoir de Västberga.
Parallèlement, le premier plan de situation est élaboré et les limites du district sont confirmées en 1945.
Le nom « Solberga » vient d'un prêtre du XVIIème siècle.
Le presbytère actuel, situé près de la gare d'Älvsjö, date des années 1910. La chapelle et le cimetière datent de la fin du XIXe siècle.
L'usine de câbles d'Ericsson a été construite dans le quartier en 1916, en complément de celle de Telefonplan. En 2016, les maisons ont été transformées en quartier résidentiel.
Dans les années 1950, des villas ont été construites, puis des logements collectifs ont été ajoutés dans le cadre du programme million dans les années 1960]. D'autres maisons ont été construites dans les années 1980 près de la gare d'Älvsjö.
Le principal lotissement du quartier est un exemple du développement suburbain discret de l'architecture de logements sociaux ajouté dans les années 1950 et conçu par des architectes renommés.

## Galerie

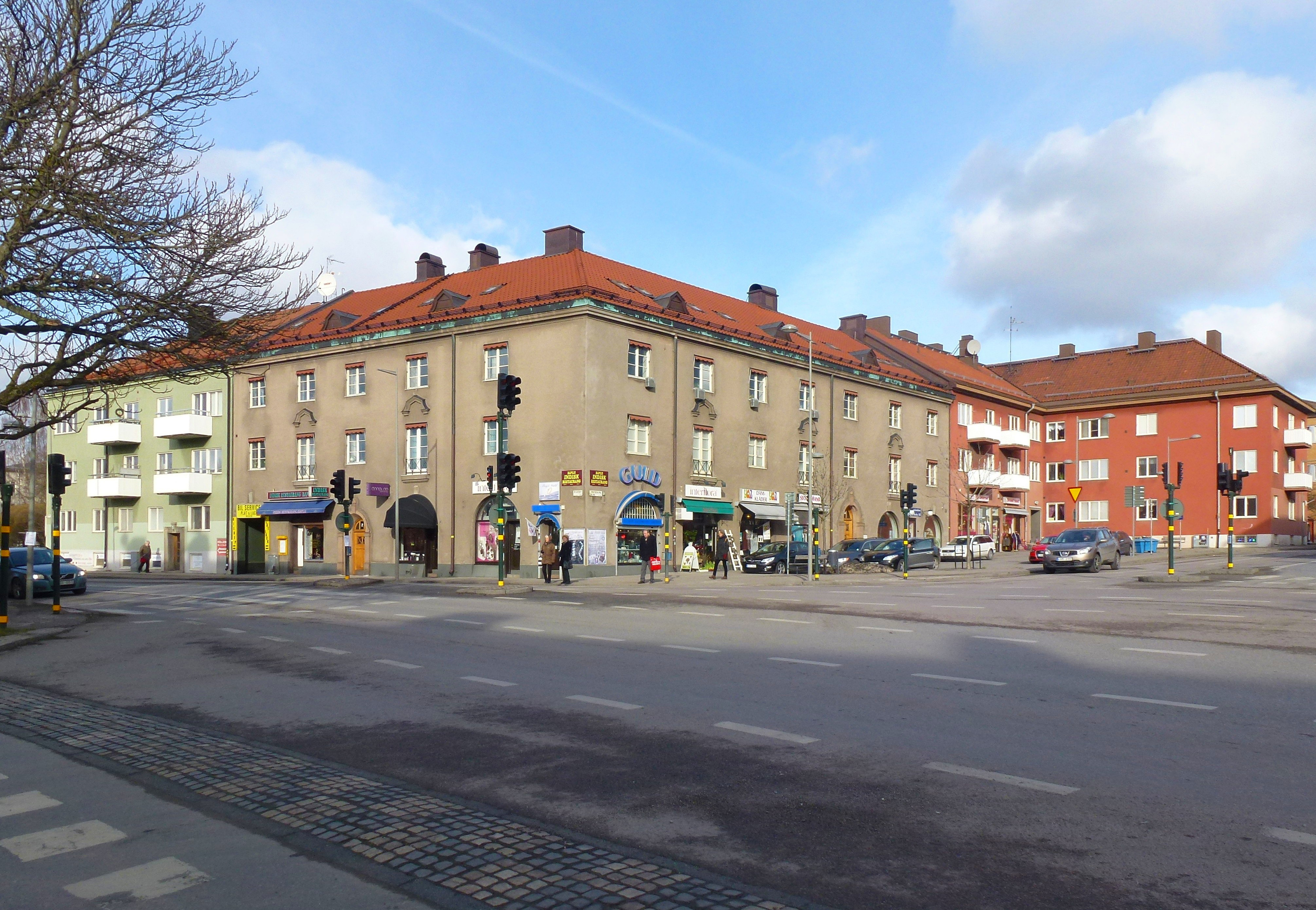
Klingska  huset, 1925.
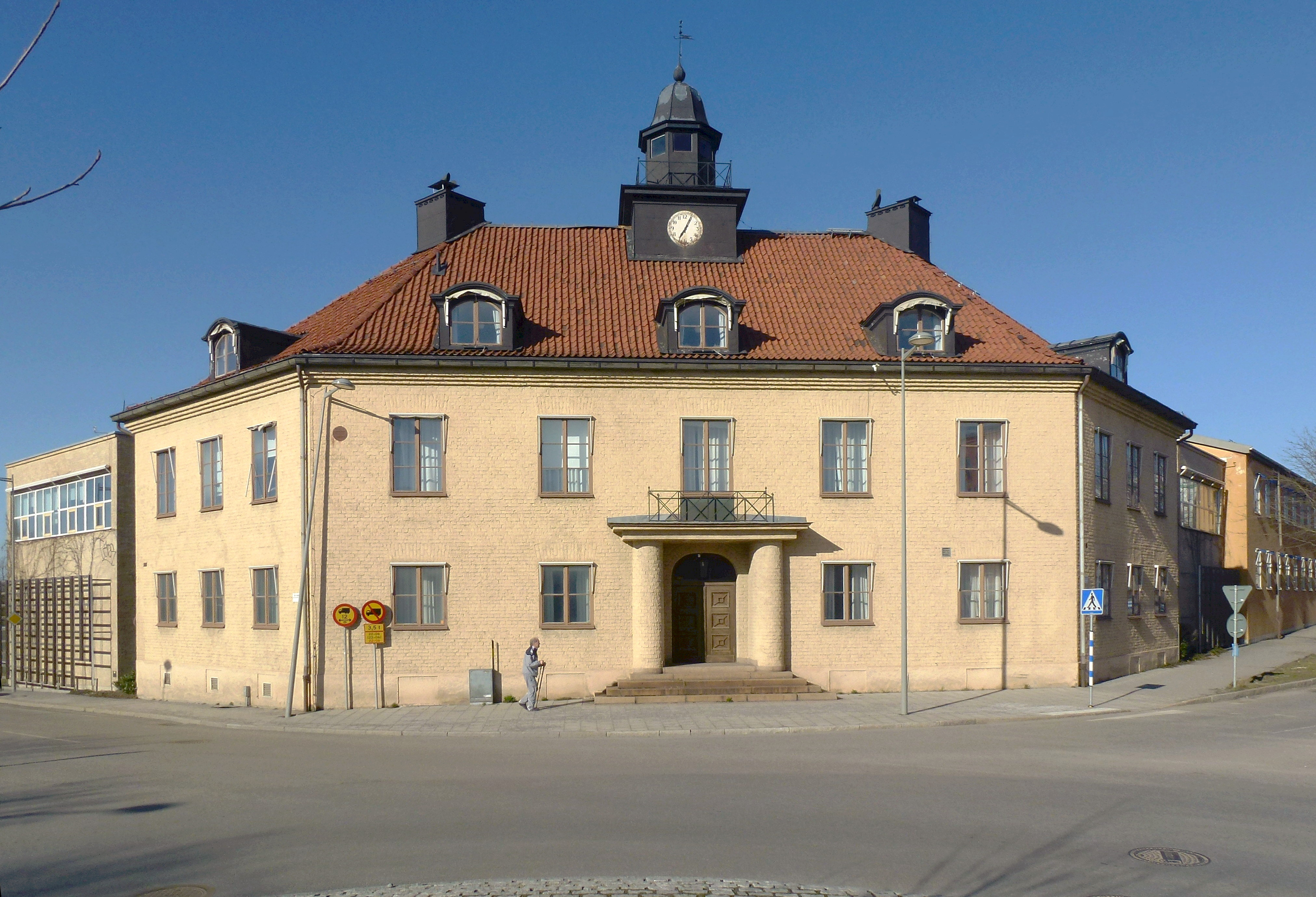
Klockhuset, 1918, architecte Ivar Callmander.
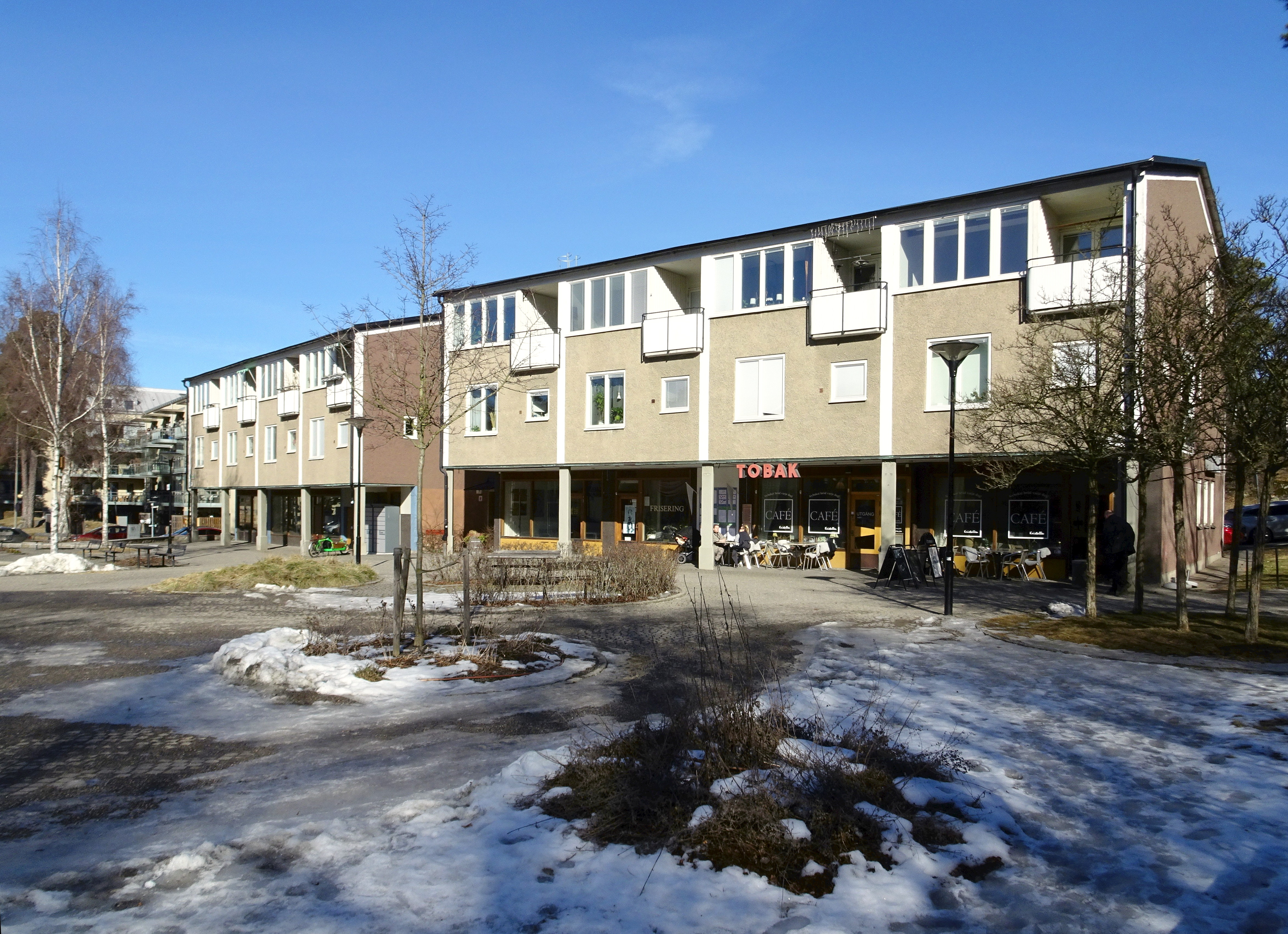
Kristalltorget, architecte Backström & Reinius.
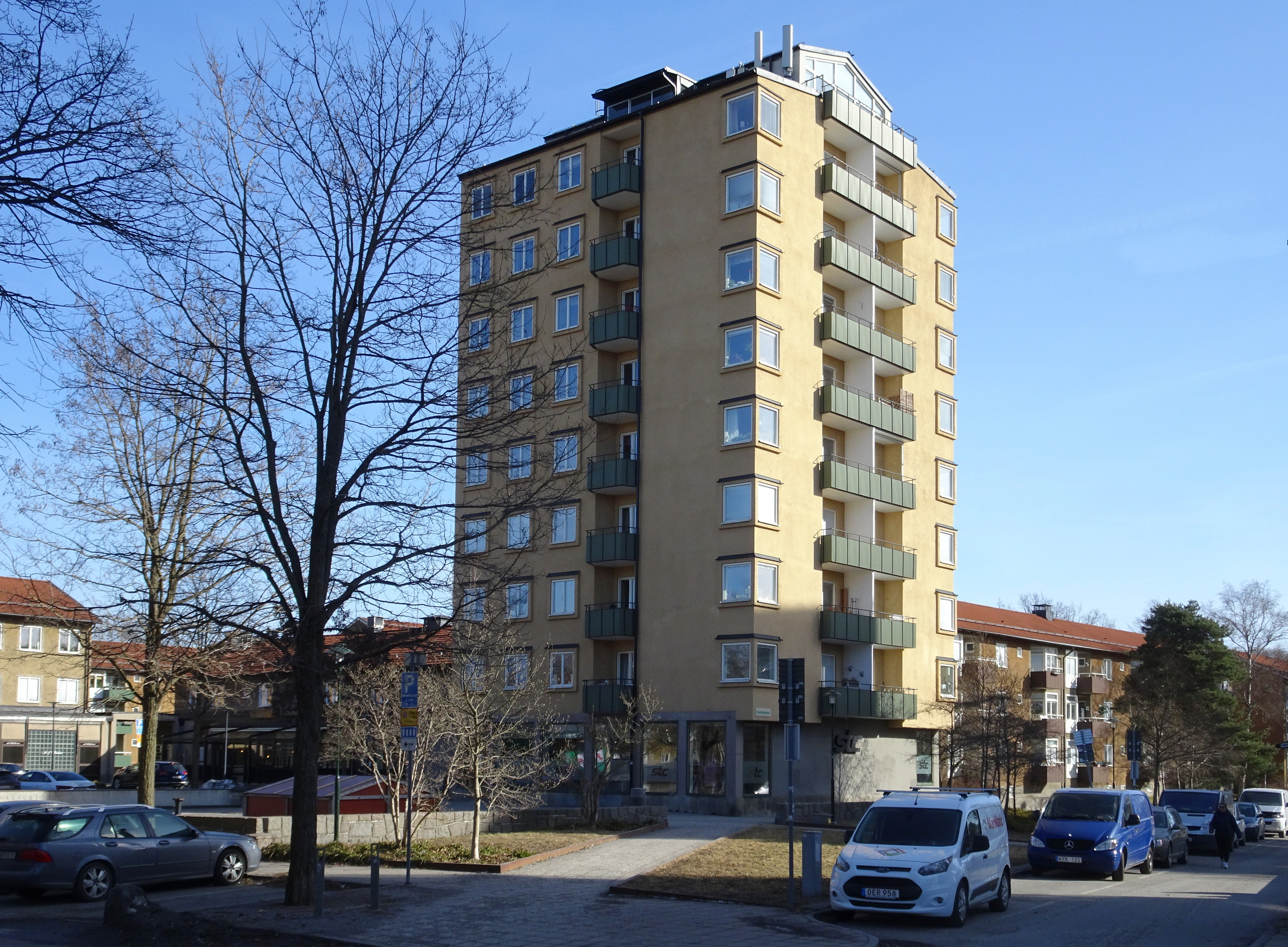
Klacktorget, architecte Paul Hedqvist.

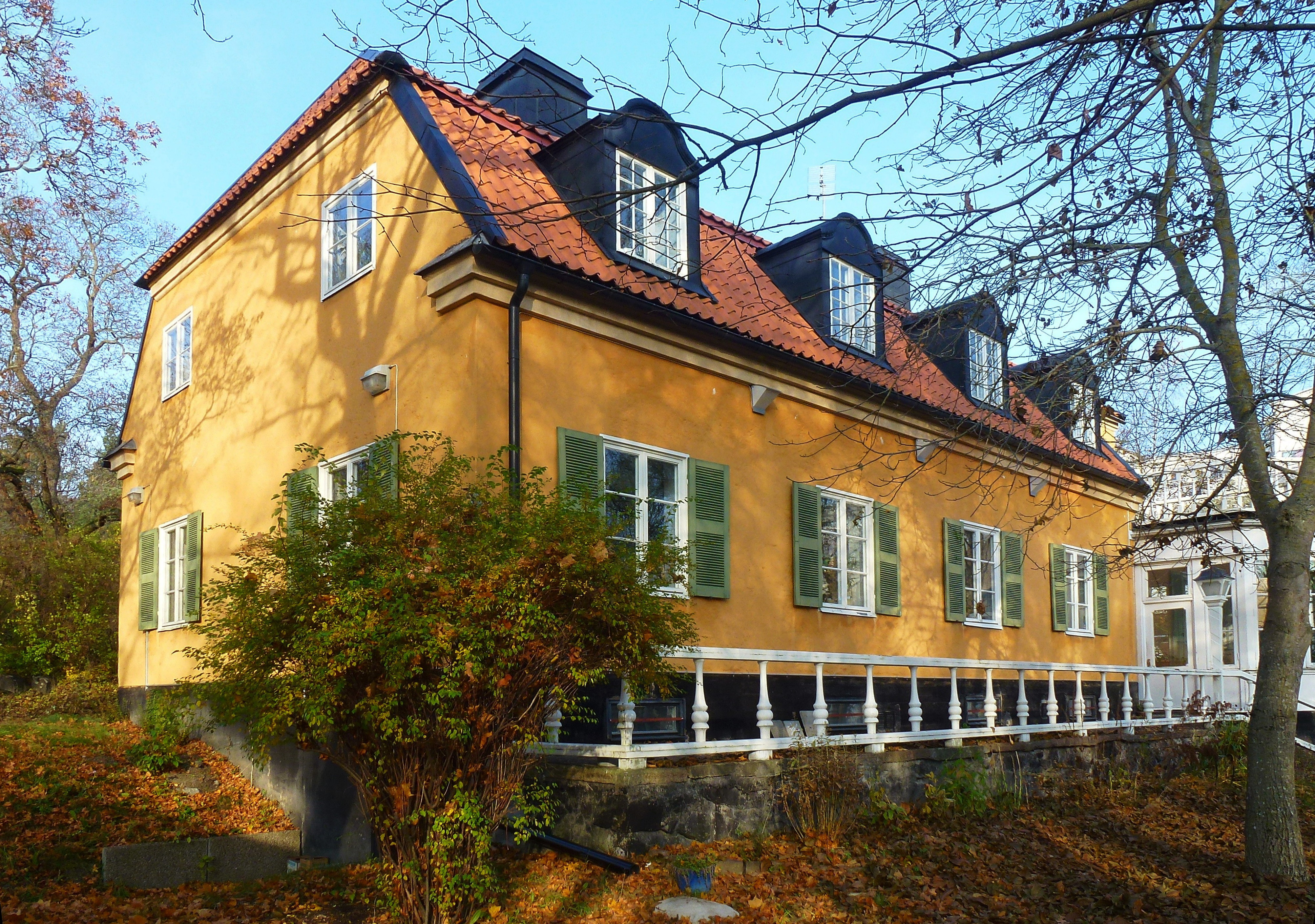
Solberga gård.
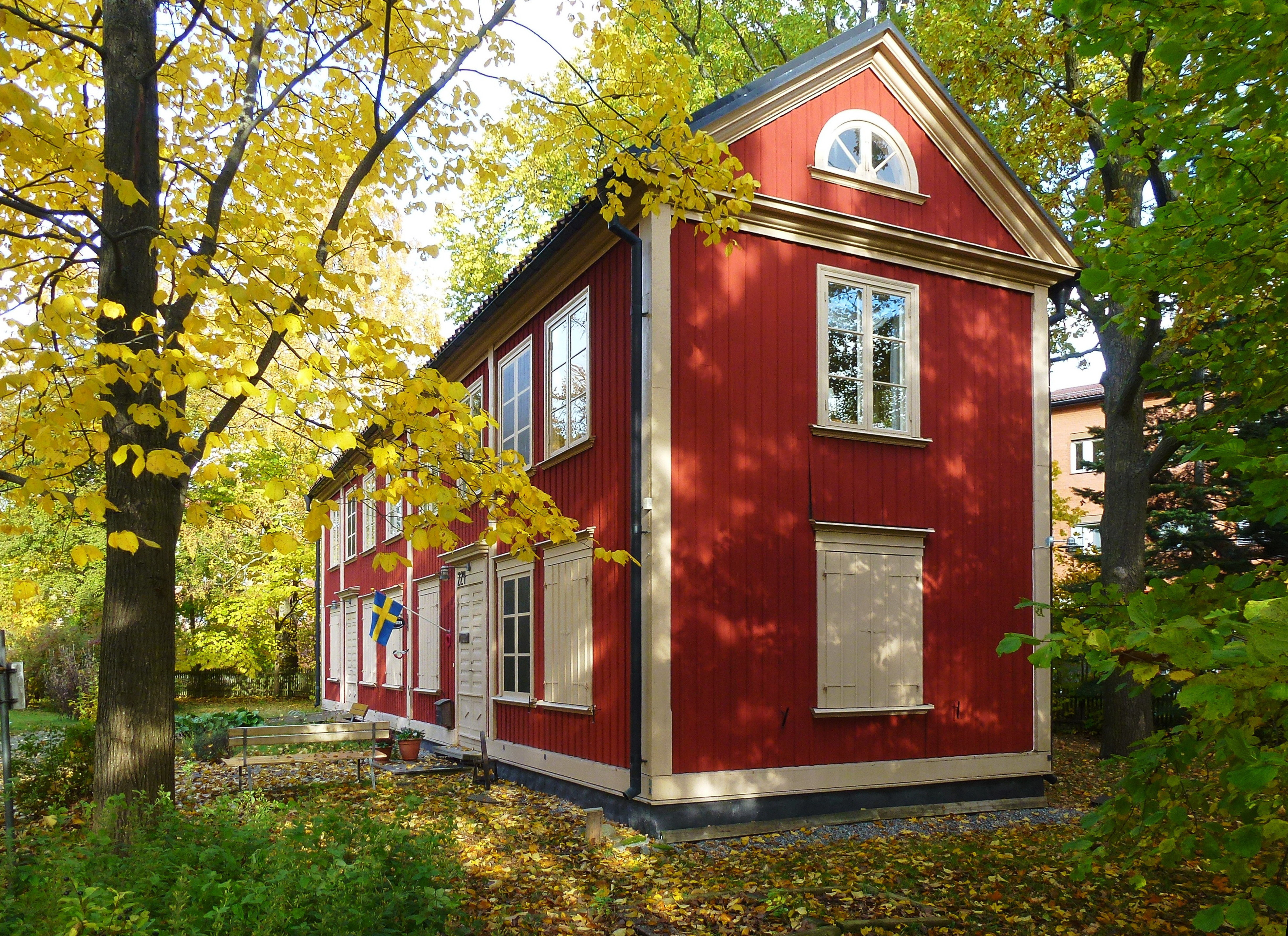
Lerkrogen.
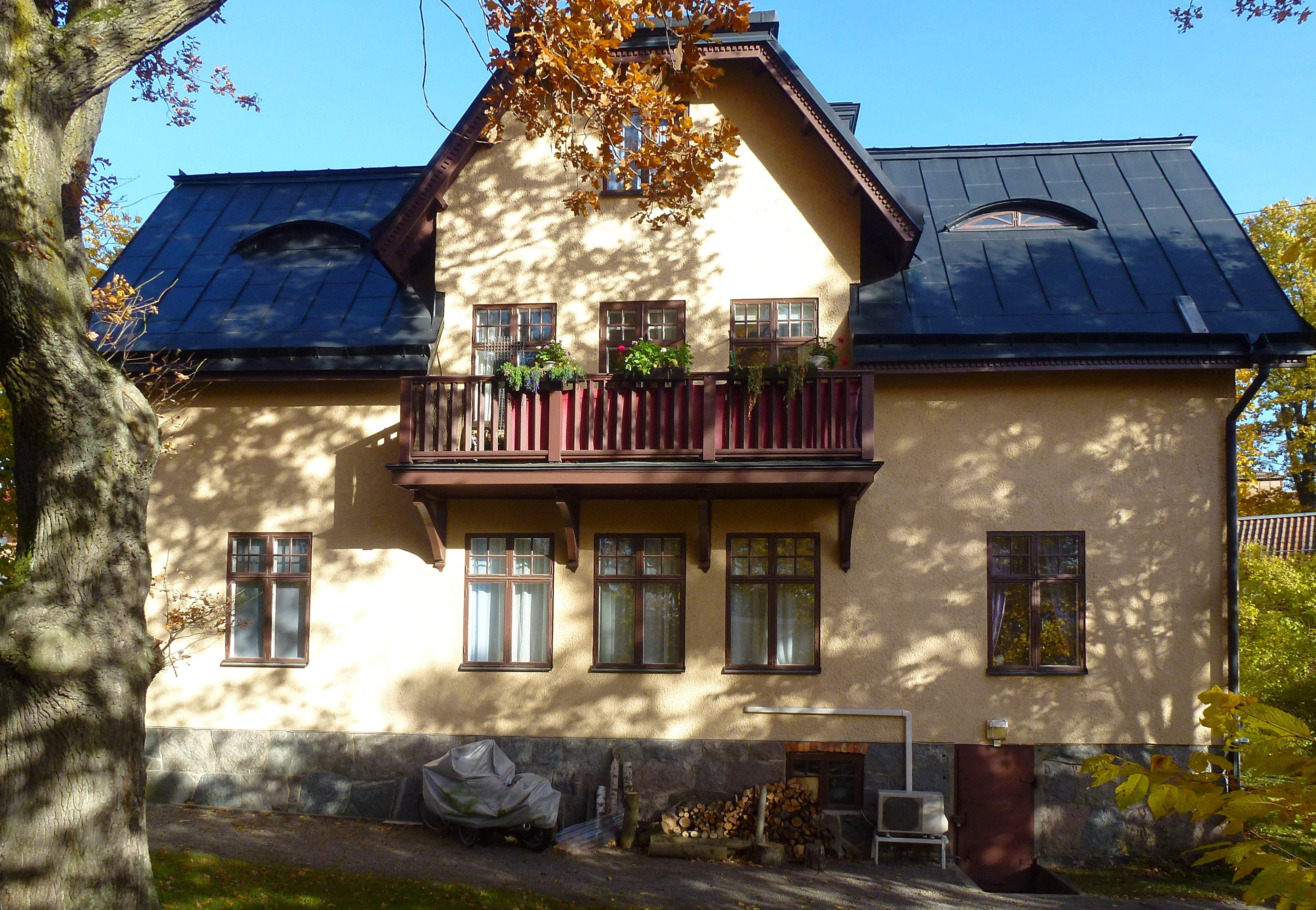
Villa Elfhem.
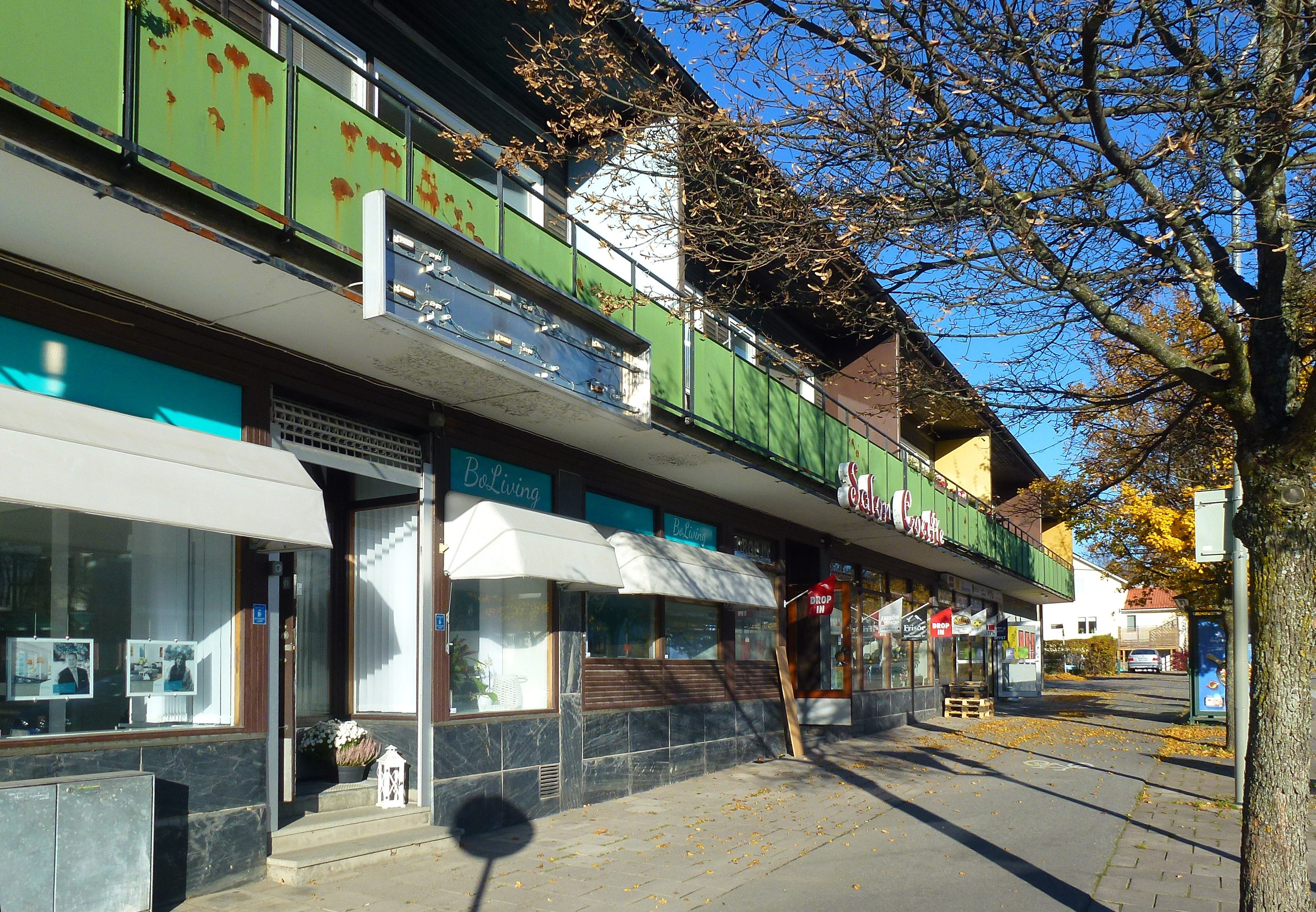
Kvarteret Broschen, architecte Ancker-Gate-Lindegren.

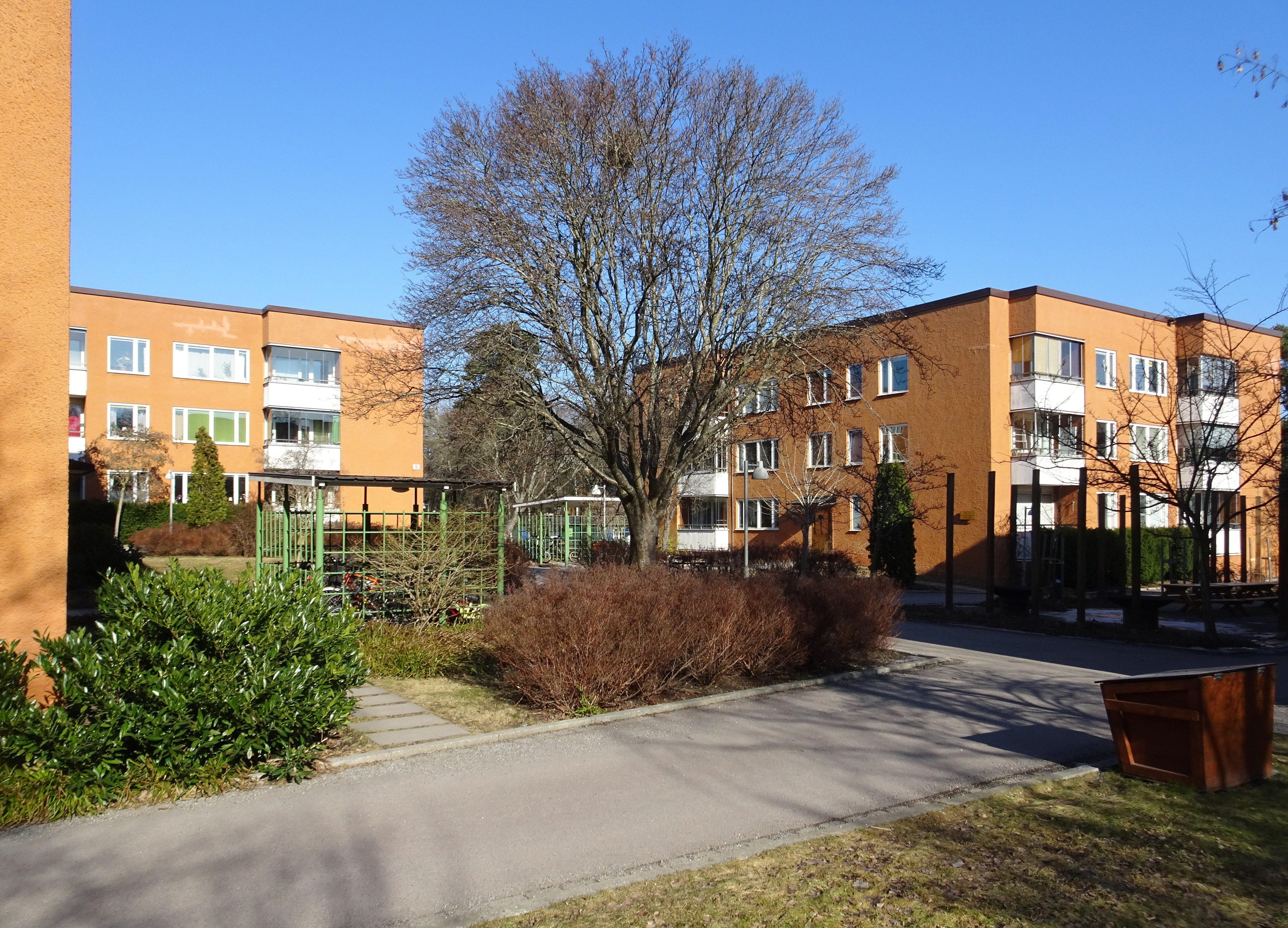
Apelsinlunden, architecte Lars Bryde.
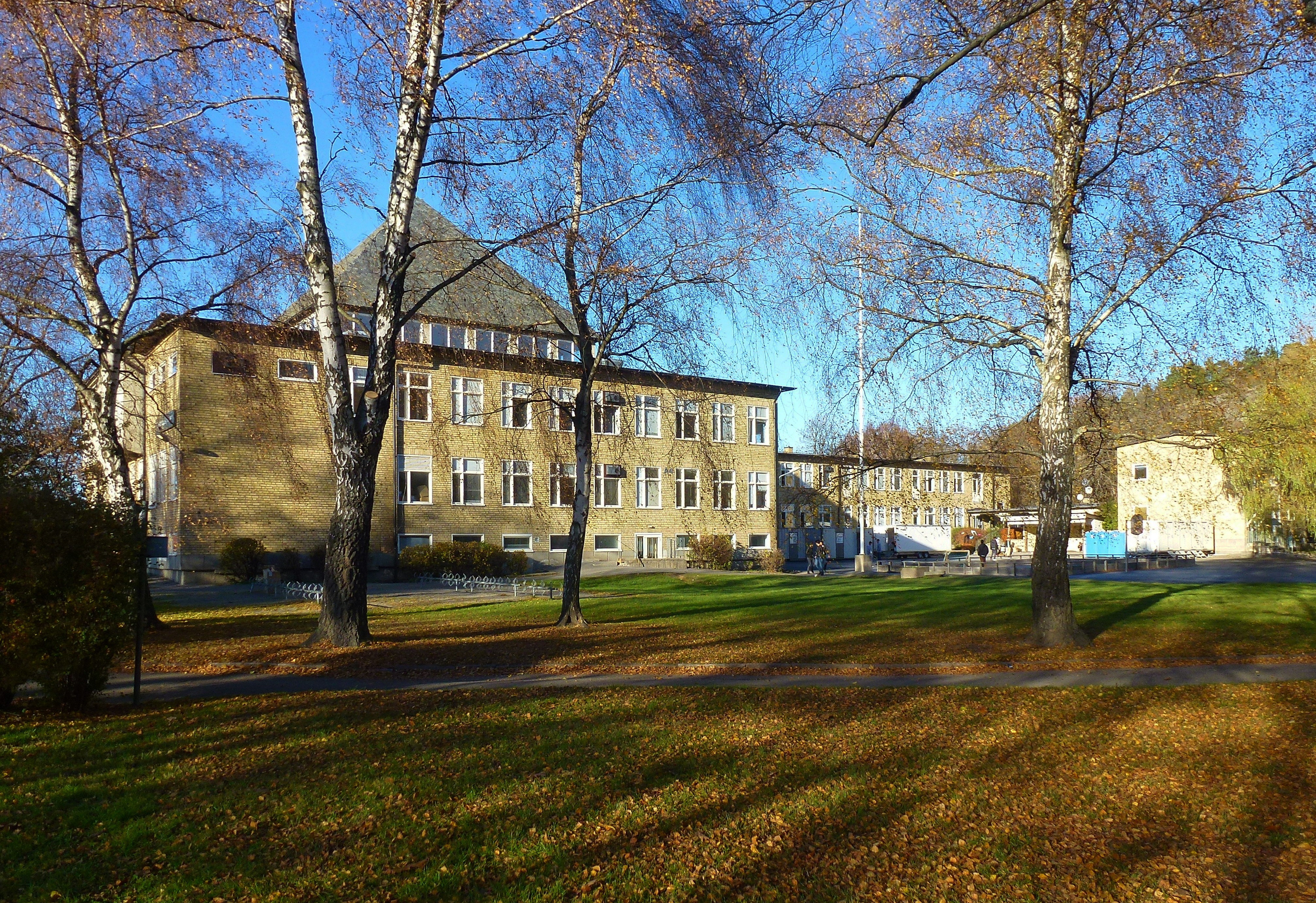
Kämpetorpsskolan, architecte Paul Hedqvist.
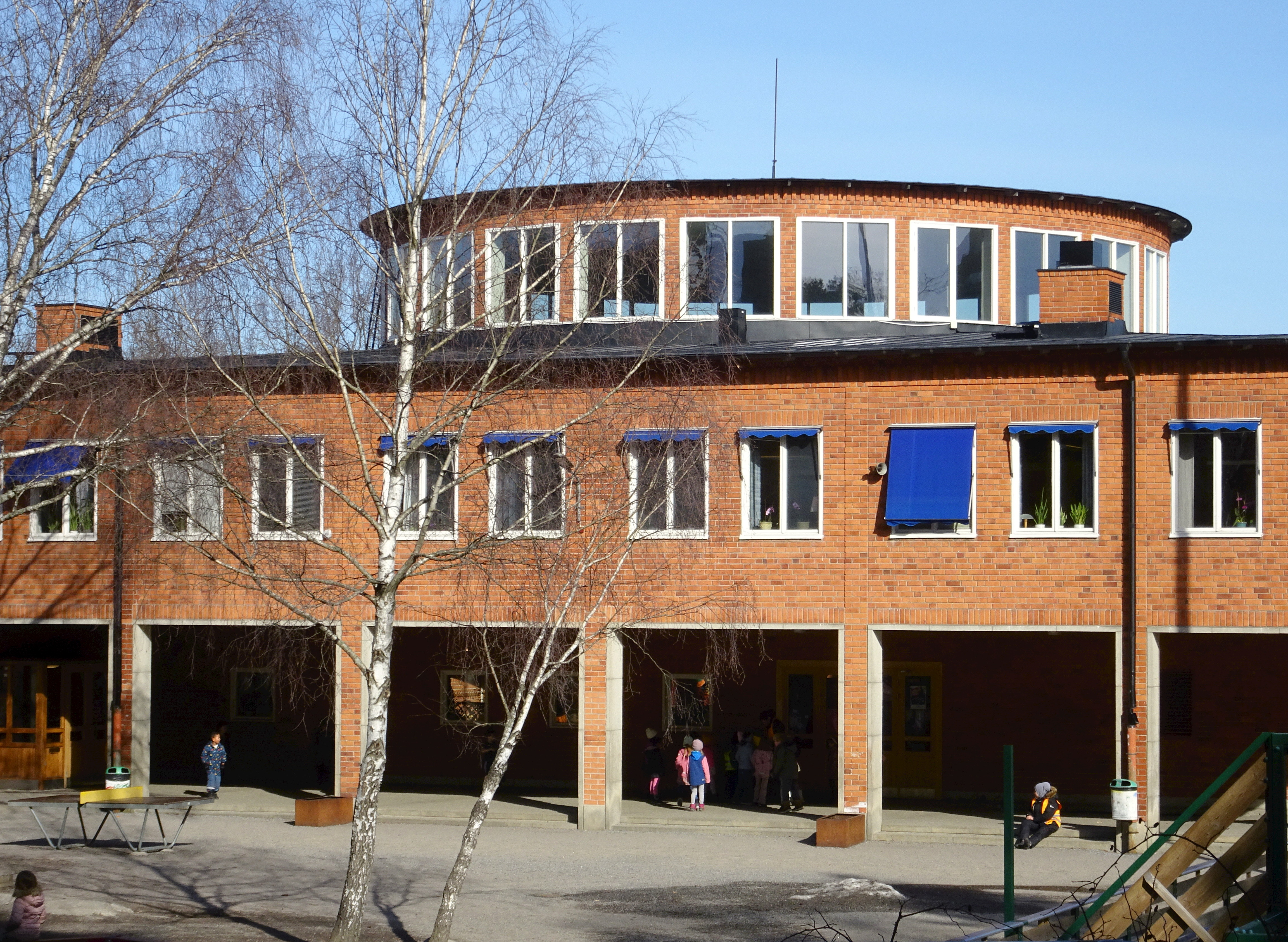
Solbergaskolan, architecte Paul Hedqvist.
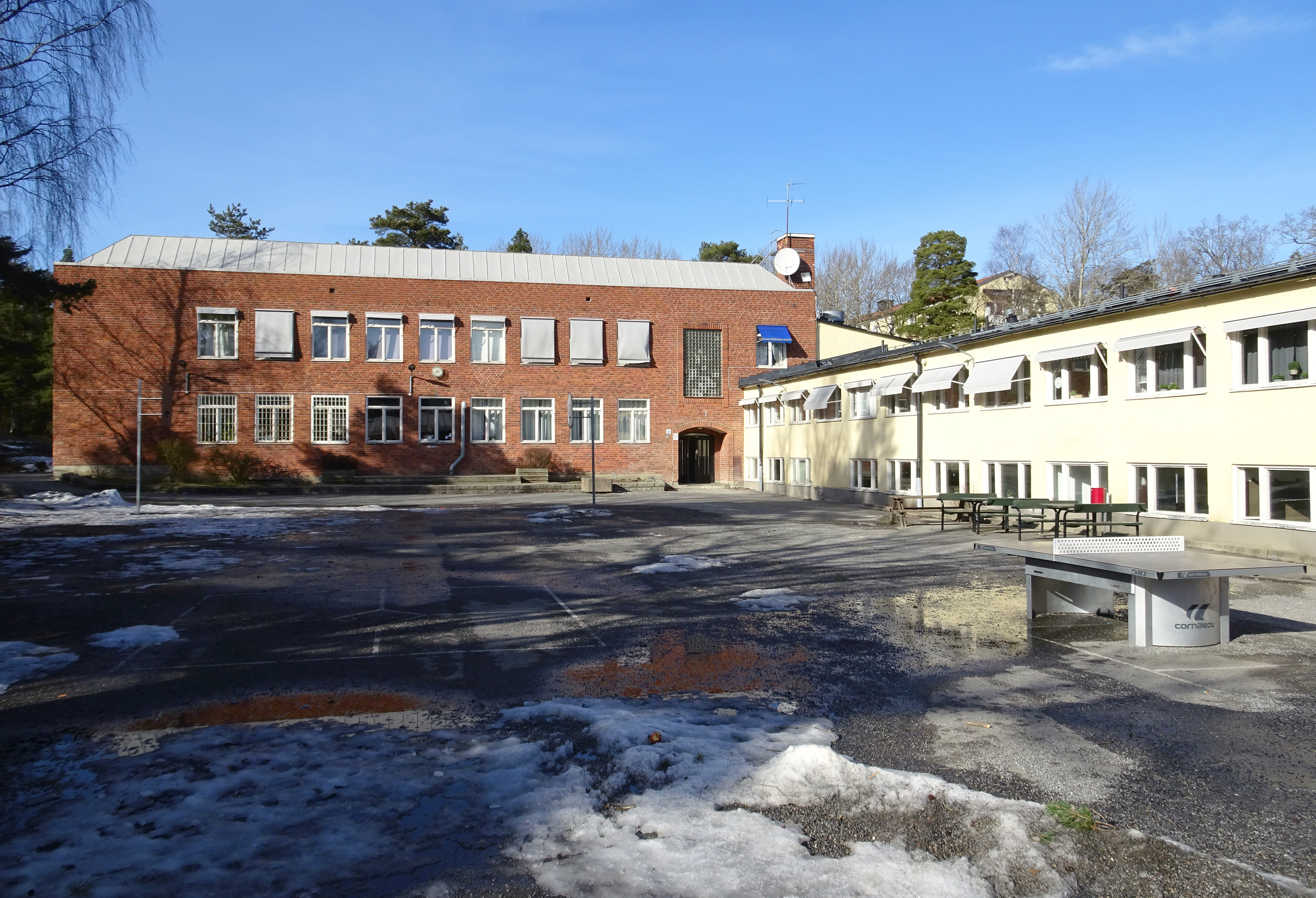
Dalskolan, architecte Tore Moxness.